# ويليام جي. يونغ
ويليام جي. يونغ (بالإنجليزية: William G. Young)‏ هو قاضي ومحامي أمريكي، ولد في 1940 في هنتنغتون في الولايات المتحدة.